# Zachäus Faber der Jüngere
Zachäus Faber der Jüngere (* 30. September 1583 in Torgau; † 12. Dezember 1632 in Chemnitz) war ein deutscher lutherischer Theologe und Kirchenlieddichter.

## Leben
Zachäus Faber war der Sohn des Pfarrers Zachäus Faber des Älteren und dessen Frau Dorothea. Seine erste Ausbildung hatte er vom Vater erhalten, der ihm auch Privatlehrer finanzierte. 1595 besuchte er die Schule in Wurzen, studierte an der Universität Leipzig und an der Universität Wittenberg, wo er 1602 den akademischen Grad eines Magisters der Philosophie erhielt. 
Anschließend begann er ein Studium der Theologie, wurde im Dresdner Oberkonsistorium examiniert und 1604 als Diaconus in Dippoldiswalde berufen. 1609 nahm er eine Tätigkeit als Pfarrer in Somnitz (Sörnewitz) auf. Zwei Jahre später ging er als Superintendent nach Chemnitz, wo er am 12. Dezember 1632 49-jährig verstarb. 
Faber war ein heroischer Eiferer in Glaubensfragen und verschonte auch seine Freunde nicht, wenn sie seiner Ansicht nach mutwillig gesündigt hatten. Besonderen Eifer entwickelte er gegen Katholiken, Calvinisten, Schwärmer und die Weigelianer. Dadurch erlebte er auch manche Anfeindungen, unter anderem im Dreißigjährigen Krieg 1625, als die kaiserlichen Truppen Chemnitz besetzten und die mitgeführten Jesuiten in der Stadt aktiv wurden.

## Familie
Faber war zweimal verheiratet. Seine erste Ehe schloss er im Februar 1606 mit Maria († 11. November 1625), der Tochter des Bürgers und Kaufmanns in Meißen Burckard Wittich. Aus der Ehe sind fünf Söhne und sieben Töchter hervorgegangen, wovon jedoch nur drei Söhne und vier Töchter den Vater überlebten. Seine zweite Ehe ging er am 18. Juli 1626 mit Anna, der Tochter des Magisters und Bürgermeisters Caspar Horn, ein. Aus der Ehe stammen zwei Söhne und zwei Töchter, wovon nur ein Sohn den Vater überlebte. Von den Kindern kennt man:
- Sohn Zacheus Christocratus Faber Pastor in Crossen
- Sohn Christian Friedrich Faber
- Sohn Christian Gottreich Faber
- Sohn Christian Sigmund Faber
- Tochter Maria Christiana Faber, verh. mit dem Rats- und Stadtschreiber in Oederan Johannes Werner
- Tochter Christina Faber, verh. mit dem Pastor in Taura Abraham Scheubner
- Tochter Dorothea Christiane Faber
- Tochter Christfried Faber

## Werke
- Herr, ich bin ein Gast auf Erden
- Psalmodia nova sive selectissimorum Hymnorum […] centuria I (1637)